# Janusz Majewski
Janusz Majewski   (Lviv, 5 d'agost de 1931 - Varsòvia, 10 de gener de 2024) va ser un director de cinema, dramaturg, escriptor, guionista i conferenciant polonès. Va ser rector de l'Escola de Cinema de Varsòvia.

## Biografia
El 1955 es va graduar en arquitectura a la Universitat Tecnològica de Cracòvia. Va ingressar a l'Escola Estatal de Cinema de Łódź, on es va graduar al Departament de Direcció el 1960. Entre els anys 1983 i 1990, va ser el president de l'Associació de Cineastes Polonesos durant dos mandats, i des de 2006 és el President d'Honor de l'Associació. Entre 1987 i 1991 va ser membre del Comitè de Cinematografia.
Durant els anys 1969–1991 va ser professor a l'Escola Estatal de Cinema de Łódź. Alguns dels eus alumnes van ser: Feliks Falk, Andrzej Barański, Filip Bajon i Juliusz Machulski. Amb les seves pel·lícules va participar al 26è Festival Internacional de Cinema de Berlín i a algunes edicions del Festival Internacional de Cinema Fantàstic de Sitges.
Sota el pseudònim de Patrick G. Clark va escriure una comèdia en el gènere de l'humor negre, Upiór w kuchni, que va dirigir dues vegades per al Television Theatre, el 1976 i el 1993. Es va convertir en membre del comitè honorari de suport a Bronisław Komorowski abans de les eleccions presidencials de principis de 2010 i abans de les eleccions presidencials a Polònia de 2015.

## Filmografia
- 1962: Album Fleischera[5]
- 1962: Szpital
- 1964: Docent H.
- 1964: "Awatar", czyli zamiana dusz
- 1965: Błękitny pokój
- 1965: Pierwszy pawilon
- 1966: Sublokator
- 1967: Czarna suknia
- 1967: Ja gorę!
- 1967: Wenus z Ille
- 1968: Mistrz tańca (cykl Opowieści niezwykłe)
- 1969: Urząd
- 1969: Zbrodniarz, który ukradł zbrodnię
- 1970: Lokis. Rękopis profesora Wittembacha
- 1971: Okno zabite deskami
- 1971: Markheim
- 1971: System
- 1973: Stracona noc
- 1973: Zazdrość i medycyna
- 1975: Zaklęte rewiry
- 1977: Sprawa Gorgonowej
- 1979: Lekcja martwego języka
- 1980: Królowa Bona
- 1982: Słona róża
- 1982: Epitafium dla Barbary Radziwiłłówny (kinowa wersja serialu Królowa Bona)
- 1985: C.K. Dezerterzy
- 1985: Mrzonka
- 1989: Czarny wąwóz
- 1993: Do widzenia wczoraj
- 1995: Diabelska edukacja
- 1996: Bar Atlantic
- 1998: Siedlisko
- 1998: Złoto dezerterów
- 2005: Po sezonie
- 2006: Miłość w przejściu podziemnym
- 2010: Mała matura 1947
- 2015: Excentrycy, czyli po słonecznej stronie ulicy
- 2017: Ostatni klezmer (documental)
- 2019: Czarny mercedes